# Eupithecia rufescens
Eupithecia rufescens är en fjärilsart som beskrevs av Butler 1878. Eupithecia rufescens ingår i släktet Eupithecia och familjen mätare. Inga underarter finns listade i Catalogue of Life.